# Gironde-sur-Dropt

Gironde-sur-Dropt este o comună în departamentul Gironde din sud-vestul Franței. În 2009 avea o populație de 1.149 de locuitori.

## Evoluția populației
| An        | 1975  | 1982  | 1990  | 1999  | 2006  | 2009  |
| --------- | ----- | ----- | ----- | ----- | ----- | ----- |
| Populație | 1.133 | 1.072 | 1.091 | 1.105 | 1.098 | 1.149 |